# بشیر و نذیر
بنا وبقعه تاریخی بشیر و نذیر دو تن از مقدسین و حاخام‌های یهودی مربوط به دوره صفوی است و در بهبهان، بلوار بشیر ونذیر واقع شده و این اثر در تاریخ ۲۵ اسفند ۱۳۷۹ با شمارهٔ ثبت ۳۲۳۴ به‌عنوان یکی از آثار ملی ایران به ثبت رسیده است.

## هویت بشیر و نذیر
معروف است که ساکنان بومی بهبهان اصلیتی یهودی دارند. وجود مقبره‌ای منتسب به دو سردار یهودی در نزدیکی بهبهان یکی از این نشانه‌هاست. جالب‌تر اینکه هنوز بسیاری از مردم روزهای شنبه برای زیارت این قبور به آرامگاهشان می‌روند.
انجمن کلیمیان تهران/نشریه احوا مرداد 1388 

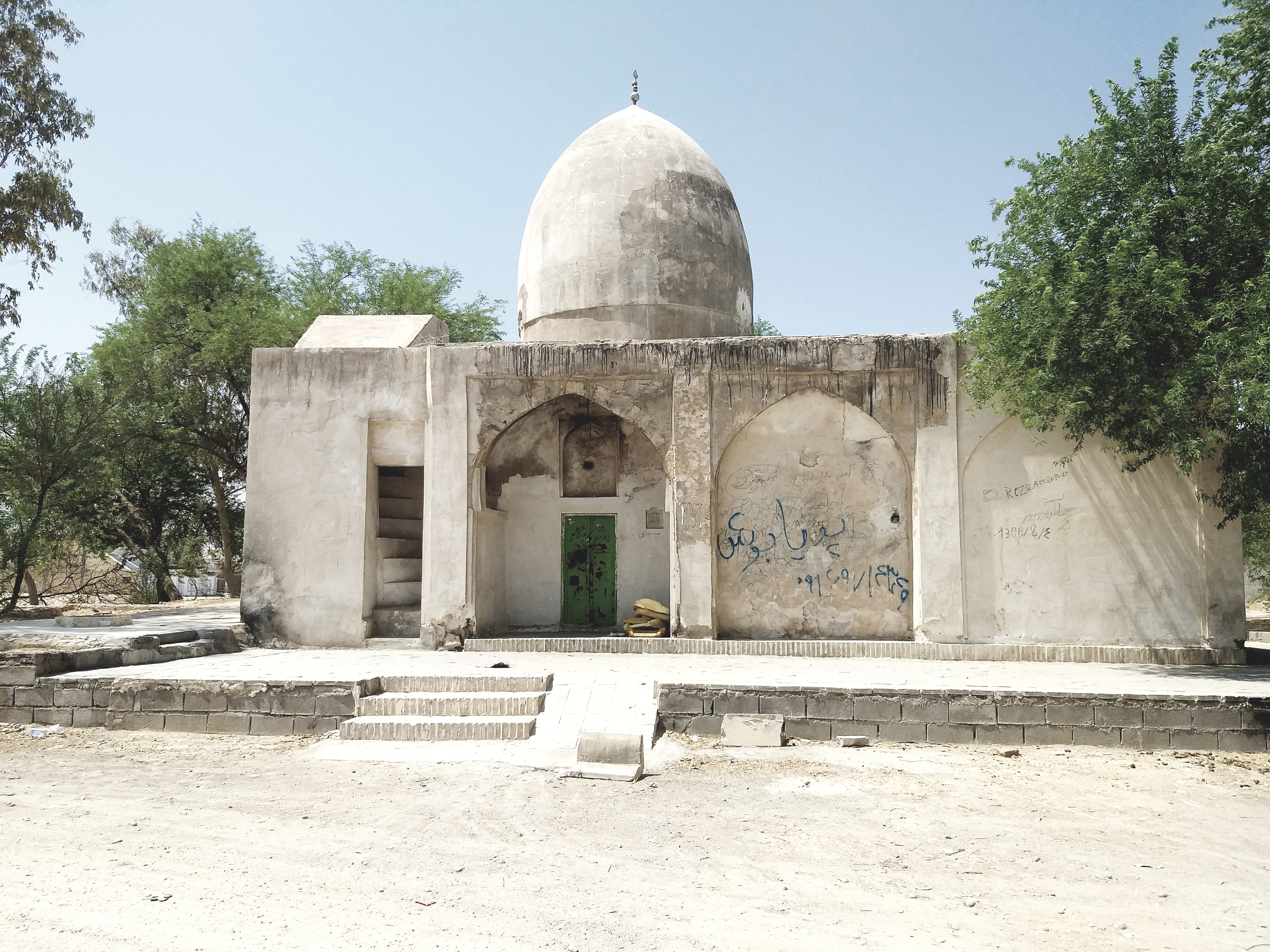
مقبره بشیر و نذیر یهودی

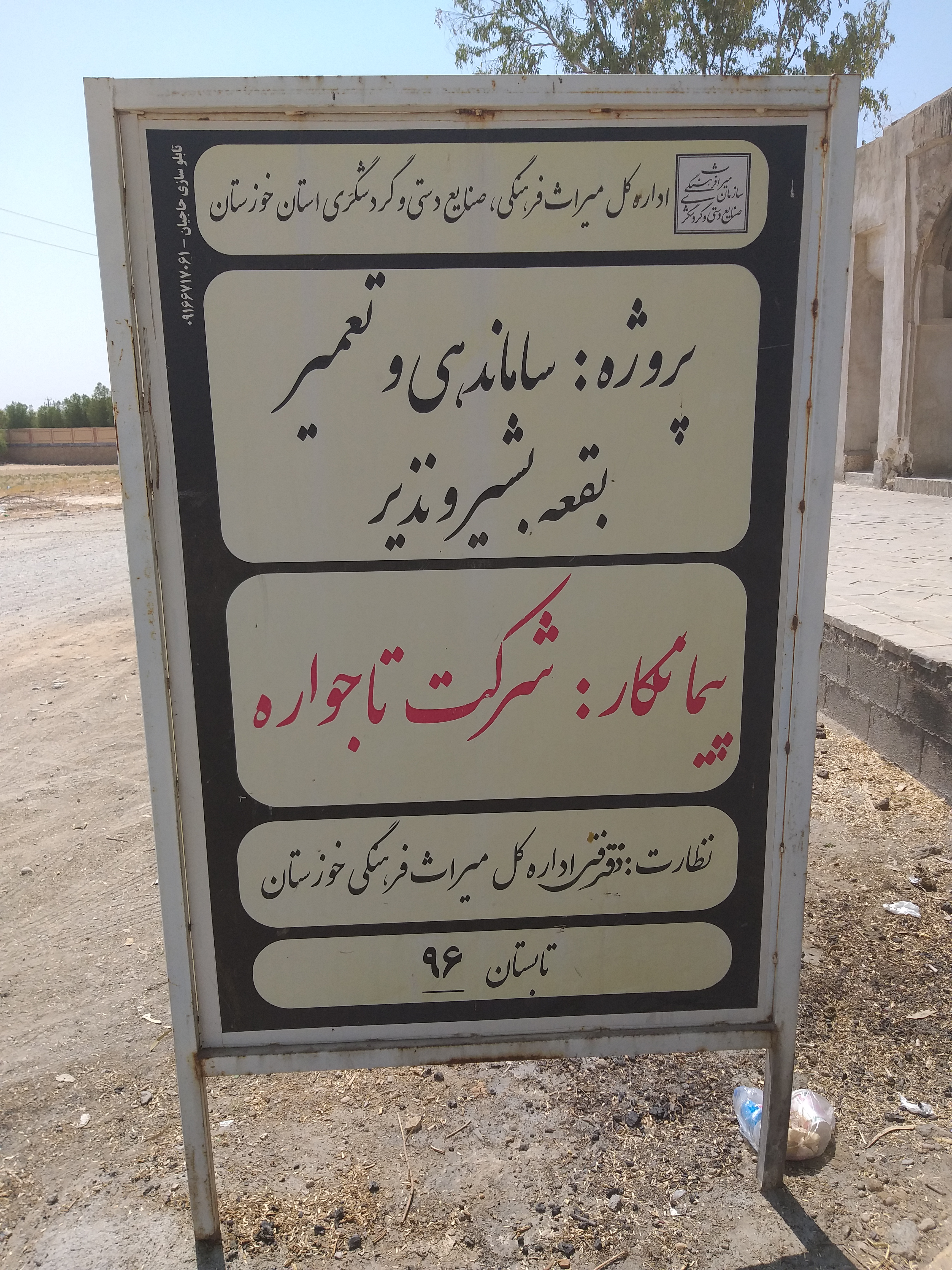

مردم بهبهان از گذشته‌های دور به زیارت بشیر و نذیر رفته و حتی به درگاه آن‌ها نذر می‌کردند. مثلاً زنان بزرگان و ثروتمندان شهر برای سلامتی خانواده‌شان نذر می‌کردند که نان و پنیر، باقالی پخته و آجیل مشکل‌گشا در این محل پخش کنند. همچنین، عقیده بر این بود که اگر فردی از اعضای خانواده به سفر راه دور می‌رفت، روزهای شنبه‌ی هر هفته زنان فامیل به بشیر و نذیر رفته، آش رشته درست کرده و میان حاضران تقسیم می‌کردند و باور داشتند مسافرشان به سلامت باز خواهد گشت. یا هرگاه پسری به سربازی فرستاده می‌شد مادرش عصرهای شنبه به مدت دو سال تا برگشتن پسر به مقبره بشیر و نذیر رفته و آش رشته و باقالی پخته پخش می‌کرد. در این باره خصوصا مربوط به زیارت این مکان در روز شنبه  به‌دلیل تقدس شبات(شنبه) نزد یهودیان جالب توجه است و بازمانده‌ی دوره‌ای است که یهودیان بسیاری ساکن بهبهان بودند. امروزه نیز به باور مردم شهر، بهبهان در دوره‌ای یکی از مراکز بزرگ یهودیان بوده است.